# Bucsesd
Bucsesd (románul Buceș) falu Romániában, Erdélyben, Hunyad megyében.

## Fekvése
Brádtól északkeletre, a Fekete-Körös forrásvidéke közelében, Blezseny, Stanizsa, Miheleny és Rovina közt fekvő település.

## Története
Bucseny nevét 1441-1445 között említette először oklevél Buchafalwa néven, mint a világosi vár tartozékát.
1525-ben Bwchaz, 1733-ban Bucseni, 1750-ben Bucses, 1805-ben Butsesd, 1808-ban Bucsesd néven írták. 1910-ben 821 lakosából 11 magyar, 798 román volt. Ebből 9 református, 808 görögkeleti ortodox volt. A trianoni békeszerződés előtt Hunyad vármegye Brádi járásához tartozott.